# 三叶悬钩子
三叶悬钩子（学名：Rubus delavayi）是蔷薇科悬钩子属的植物，是中国的特有植物。分布在中国大陆的云南等地，生长于海拔2,000米至3,000米的地区，见于山坡杂木林下，目前尚未由人工引种栽培。